# Walter Czysz
Walter Czysz [gesprochen Tschech] (* 5. März 1925 in Wiesbaden; † 8. März 2007 ebenda) war ein deutscher Pharmazeut und Heimatforscher.

## Leben
Nach dem Abitur und der Teilnahme am Zweiten Weltkrieg als Pilot studierte Walter Czysz an der Universität Mainz Pharmazie. Von 1963 bis zu seiner Pensionierung war er am Institut Fresenius in Wiesbaden insbesondere für Fresenius’ Zeitschrift für Analytische Chemie tätig.
Er interessierte sich besonders für Heimatgeschichte und publizierte rege auf diesem Gebiet. Schwerpunkte seiner heimatgeschichtlichen Tätigkeit war die Geschichte Wiesbadens von der römischen Siedlung Aquae Mattiacorum zur neuzeitlichen Kurstadt, die Geschichte des Klosters Klarenthal und des Wiesbadener Stadtteils Sonnenberg.
1962 wurde er Mitglied des Nassauischen Vereins für Naturkunde, seit 1993 war er dessen 2. Vorsitzender, 2004 wurde er Ehrenmitglied. Walter Czysz war Mitglied der Historischen Kommission für Nassau, erhielt 1993 die Bürgermedaille der Stadt Wiesbaden in Silber sowie 2003 die Verdienstmedaille des Verdienstordens der Bundesrepublik Deutschland.
Sein Sohn ist der Provinzialrömische Archäologe Wolfgang Czysz.

## Schriften
- Klarenthal bei Wiesbaden. Ein Frauenkloster im Mittelalter 1298–1559. Herausgegeben von der Mittelrheinischen Gesellschaft zu Pflege der Kunst e.V, Seyfried, Wiesbaden 1987, ISBN 3-922604-10-2.
- Wiesbaden in der Römerzeit. Theiss, Stuttgart 1994, ISBN 3-8062-1088-8.
- Sonnenberg: die Geschichte eines nassauischen Burgfleckens vom Mittelalter bis zur Eingemeindung nach Wiesbaden. Sonnenberg Verlag, Wiesbaden 1996, ISBN 3-931619-10-9.
- mit Angelika Eder: 150 Jahre Fresenius, Institut Fresenius & Europa-Fachhochschule Fresenius. Fresenius, Taunusstein 1998, DNB 953848698.
- Opfer des Hexenwahns. Hexenprozess gegen Wiesbadener Bürger (1676), in: Hans-Jürgen Fuchs (Hrsg.): Verbrechen und Schicksale. Ein Wiesbadener Pitaval. Spektakuläre Kriminalfälle aus vier Jahrhunderten, Edition 6065 – Verlag für regionale Kultur und Geschichte, Wiesbaden 2005, S. 33–52. ISBN 978-3-9810365-0-3.